# Eó
Un eó (del mot grec αἰών, aiṓn 'eternitat') és un període definit pels geòlegs per facilitar la comprensió del temps geològic. Els geòlegs van dividir els 4.600 milions d'anys d'història de la Terra en unitats de temps anomenades eons. Després van dividir els eons en dues o més eres, les eres en dos o més períodes, els períodes en dues o més èpoques i les èpoques en dues o més edats. L'eó és una unitat geocronològica major que una era; l’equivalent cronoestratigràfic de l’eonotema. Modernament, hom en reconeix tres: l’Arqueà, el Proterozoic i el Fanerozoic; anys enrere els dos primers formaven part del Criptozoic, amb categoria d’eó.
Aquestes unitats s'anomenen unitats geocronològiques, ordenades des de la més antiga fins a la més recent. Per exemple, l'eó Fanerozoic, que dura uns 550 Ma, comprèn el període en què els animals amb closques dures que es fossilitzen han estat abundants. Un eó està compost per diverses eres, que al seu torn estan compostes de períodes geològics, que estan formats per èpoques. Actualment hi ha l'eó Fanerozoic, l'era Cenozoica, el període Quaternari i l'època de l'Holocè. Antigament només existia un eó a part del Fanerozoic, el Precambrià. Més recentment, les antigues eres del temps Precambrià (l'Hadeà, Arqueà i Proterozoic) han rebut la consideració d'eons.
L'escala de temps geològic mostra els noms de tots els eons, eres i períodes al llarg del temps geològic, juntament amb algunes de les èpoques. (L'escala de temps es simplifica per incloure només els noms d'unitats més utilitzats, de manera que les èpoques anteriors a l'era cenozoica i les edats no s'enumeren.) L'escala mostra el temps cronològicament de baix a dalt, des del començament de la història de la Terra fins al present.

## Eons
La història de la Terra ha quedat subdividida en tres unitats d'ordre major o eons, els quals, de més antic a més modern són:

### Arqueà
(entre 4 000 milions d'anys i 2 500 milions d'anys)

### Proterozoic
(entre 2 500 milions d'anys i 542 milions d'anys)

Precambrià: Sovint, els dos primers eons (Arqueà i Proterozoic) s'agrupen en una unitat informal anomenada “Precambrià”. Precambrià és un terme informal utilitzat àmpliament a la literatura científica per descriure una gran part de l'escala de temps geològic, que s'estén des de 4.560 a 541 milions d'anys. Amb els límits que marquen respectivament l'origen del Planeta Terra i l'aparició de fòssils adequats per a una correlació bioestratigràfica sistemàtica, aquest interval correspon a gairebé el 88% de l'existència de la Terra. Tot i que és difícil identificar-ne l'origen, el terme Precambrià s'ha aplicat de manera informal des de mitjans del segle xix, immediatament després de l'establiment del període Cambrià pel geòleg anglès Adam Sedgwick, l'any 1835. Termes com protozoic, azoic i criptozoic (derivats de el grec ζωή, que significa vida) també s'han trobat a la literatura com a sinònims del Precambrià. No obstant això, com que la majoria d'ells es van definir per descriure un registre de roca antic sense proves de vida animal o en el qual l'existència de fòssils és "críptica", els creixents avenços de la paleontologia precambriana al llarg del segle passat han fet que aquests termes siguin inexactes o obsolets. Encara que menys comú, el terme prefanerozoic també es pot trobar en alguns llibres de text i articles científics com a equivalent del Precambrià.

### Fanerozoic
(entre 542 milions d'anys i 0 milions d'anys; l'actualitat)
L'Eó Fanerozoic es divideix en tres unitats menors o eres que, de més antiga a més moderna, s'anomenen: 
- Era Paleozoica o Paleozoic (entre 542 milions d'anys i 251 milions d'anys), la qual inclou sis períodes que van des del Cambrià, a la base, fins al Permià, al sostre.
- Era Mesozoica o Mesozoic (entre 251 milions d'anys i 65,5 milions d'anys), la qual inclou els períodes anomenats Triàsic (entre 251 milions d'anys i 199,6 milions d'anys), Juràssic (entre 199,6 milions d'anys i 145,5 milions d'anys) i Cretaci (entre 145,5 milions d'anys i 65,5 milions d'anys).
- Era Cenozoica o Cenozoic (entre 65,5 milions d'anys i 0 milions d'anys; l'actualitat), la qual inclou els períodes anomenats Paleogen (entre 65,5 milions d'anys i 23,03 milions d'anys) i Neogen (entre 23,03 milions d'anys i 0 milions d'anys; l'actualitat).[4]